# Jaak Langens
Jaak Langens (Tongerlo, 6 februari 1892 - Berchem, 31 maart 1965) was een schrijver van streekromans en jeugdboeken. Hij werkte als bediende. Hij werd begraven te Merksem.
Tot zijn werken behoren:
- Het "Gilvey-spook"
- De kermis van de Rosse Lei (1932), een schelmenroman die speelt in Tongerlo
- Rosse Lei en de bruiloft van Tante Kato
- Een leeuw uit de Kempen. Episode uit de Brabantse Omwenteling 1789
- Nonkel Daan
- De dolende ridder
- De witte arend van Arauko (1949)